# Hans Eckardt (Japanologe)
Hans Eckardt (* 9. November 1905 in Magdeburg; † 26. Februar 1969 in Berlin) war ein deutscher Kunsthistoriker und Japanologe. Er war wissenschaftlicher Institutsdirektor in Kyoto.

## Leben
Nach seinem Schulabschluss studierte Hans Eckardt ab 1926 an der Friedrich-Wilhelms-Universität Berlin die Fächer Musikwissenschaften, Theaterwissenschaften, Kunstgeschichte und Romanistik. Daneben hatte er sich noch im Seminar für Orientalische Sprachen eingeschrieben und erlernte hier im Nebenstudium die japanische Sprache. Nach nur zwei Jahren legte er die Diplomprüfung für Japanisch ab. Mit diesem Zwischenergebnis wechselte er für ein Semester nach Paris und setzte dann ab 1929 sein Studium an der Universität Heidelberg fort. Dort reichte er 1932 seine Dissertationsschrift zu Musikanschauungen der französischen Romantik bei Professor Heinrich Besseler (1900–1969) ein. Zum 1. Dezember 1931 trat er der NSDAP bei (Mitgliedsnummer 738.051). In Heidelberg erfolgte 1932 auch seine Promotion.

### In Japan
Mit diesem Abschluss seiner akademischen Ausbildung reiste Hans Eckardt nach Japan und nahm dort an der Kaiserlichen Universität in Fukuoka eine Tätigkeit als Dozent für die deutsche Sprache und Kulturgeschichte sowie als Lektor auf. Dabei pflegte er eine enge Zusammenarbeit mit dem japanischen Kulturhistoriker Naojiro Nishida (1886–1964), den er bereits von der Universität Heidelberg her kannte. In der japanischen Gesellschaft und mit seinen Kontakten in die deutsche Kommuniti hatte er sich nach nur zwei Jahren eine beachtliche Position geschaffen. So gehörte er 1934 mit zu den Gründungsteilnehmern des Deutschen Japaninstitut Kyoto, ein Forschungsinstitut für japanische und deutsche Kultur in Kyoto. Bereits 1938 übernahm er dort die Aufgaben des wissenschaftlichen Direktors. Nachteilig wirkte sich jedoch in diesen Jahren die Präsenz der NSDAP unter den Führungskräften und dem Aufsichtspersonal des Institutes aus. Das erfuhr mitunter deutliche Kritik im öffentlichen Wissenschaftsleben Japans. Neben seiner Lehr- und Führungstätigkeit beschäftigte sich Eckardt in dieser Zeit sehr intensiv Themen zum japanischen Musiktheater und der ostasiatischen Kunst. Auf Grund seiner fachlichen Expertise sollte er 1939 an der österreichischen Universität Wien den Lehrstuhl Japanologie übernehmen. Vermutlich wegen des beginnenden Zweiten Weltkrieges wurde dann davon Abstand genommen.

### Wissenschaftliche Tätigkeit in Berlin
Nach 1945 kehrte Hans Eckardt nach Deutschland zurück. Er ließ sich in Berlin nieder und nahm seine Studien und wissenschaftliche Tätigkeit wieder auf. Anfang der 1950er Jahre war er für die Besetzung eines Lehrstuhls für Japanologie im westlichen Teil Berlins vorgesehen. Als es dann 1952 um Schritte zu seiner Ernennung als Lehrstuhlleiter kam, gab es Bedenken, die hauptsächlich mit seiner früheren Tätigkeit am NS-orientierten Deutschen Forschungsinstitut in Kyoto begründet wurden. Zwei Jahre später legte er 1954 seine Habilitationsschrift über das „Kokonochomonshu des Tachibana Narisue“ an der Freien Universität Berlin vor. Seit 1958 war er hier als außerordentlicher Professor für Japanologie und sechs Jahre später, 1964 als ordentlicher Professor tätig. In diesen Jahren bemühte er sich um den Aufbau eines orientalischen Seminars. Dazu gründete er die Abteilung Japanologie und Koreanistik und übernahm nach deren Einrichtung selbst die Leitung dieses Bereiches. Zusätzlich war er in diesen Jahren auch als Leiter der Japan-Abteilung am internationalen Institut für vergleichende Musikforschung eingesetzt. Seine erneute Ernennung zum Lehrstuhlinhaber scheiterte 1968 an den Protesten des Allgemeinen Studentenausschusses der Freien Universität Berlin. Auf Grund der postulierten Rücktrittsforderungen wegen der antisemitischen Äußerungen von Professor Eckardt musste seine Kandidatur für das Amt gestrichen werden.
Am 26. Februar 1969 verstarb Hans Eckardt in Berlin.

## Schriften
- Die Musikanschauung der französischen Romantik, Dissertation Universität Heidelberg 1932.
- Bibliografischer Katalog ausgewählter japanischer Zeitschriften, Deutsches Forschungsinstitut Kyoto 1942.
- Das Kokonomonshu des Tachibena Narisure als musikgeschichtliche Quelle, Habilitationsschrift Freie Universität Berlin 1954, Harrassowitz Verlag Wiesbaden 1956.
- Zur Frage und Bedeutung der Ranjô (1961).
- (als Übersetzer) Juro Osaragi und weitere, Kyoto, Tanko-shinsha Co. Kyoto 1964